# アッピーオンライン
アッピーオンライン (Appie online) は、2002年8月から2006年3月まで運営されていたMMORPGである。

## 概要
アッピーオンラインは、日本ではSeedC株式会社（当時株式会社ブロードゲーム）が運営し、2002年8月1日よりクローズドβテストを開始。約1年半のβテスト期間を経て、2004年2月16日に正式サービス（月額支払い制）が開始された。
日本国外では、韓国、中国版が『ApplepieOnline』、日本版は『AppieOnline』という名で、3カ国においてサービスが提供されていた。
しかし2005年6月にZESTTURN Entertainment社が破綻、各国においてバージョンアップや不具合修正など、システム保守ができない状況に陥り、中国版の運営が終了、韓国版もサーバーの異常発生により一時的にサービスを停止する形をとった。
一方日本では、2005年6月の開発会社破綻後も運営を継続。経験値上昇やドロップ率上昇イベントや、新モンスターを独自で開発するなど、日本で出来る限りのサービス維持を努めてきたが、2005年10月27日にサービスの終了を公式サイトで告知。
日本版AppieOnlineは、2006年3月31日（金）24:08を持って約3年半の歴史に幕を閉じた。
アッピーオンラインの公式サイトは2006年3月31日（金）の状態で2007年4月現在も残されており（ログイン、ランキングページの閲覧、各種掲示板からプロフィールへのアクセスは出来なくなった）、ブロードゲームポータルサイトからもリンクが張られた状態になっていた。2006年10月にブロードゲームがLievoに移行した際にリンクははずされてしまったものの、サービス終了と共にサイトを閉鎖、ブロードゲームのHP上からリンクを解除させられていた同社のMMORPG「SGO」、コミュニティゲーム「ジョイナラ」と比べて長くWeb上に存在していたと言える。

### アッピーオンライン2（仮タイトル）開発決定、プレミアムテスト開始へ
2007年5月2日（水）にアッピーオンライン2（仮タイトル）が開発されることが発表された。アッピー1の世界観、2Dスタイルも踏襲する。開発期間中にはアンケート等で意見を取り入れる「ユーザー主導型」も継続される。2007年7月27日にアッピーオンライン2（仮）公式ウェブサイトが公開された。2008年5月のクローズドβを目指していたが2008年秋予定に延期されることが発表され、最終的には2009年の1月5日から1月9日の間にβテスト（プレミアムテスト）が行われることが決定した。それにあたり、2008年12月5日から12月19日の間、プレミアムテストの参加者1000名を募集した。

### アッピーオンライン2　クローズドβテスト～オープンβテスト
- 2009年2月　クローズドβテストが行われた。
- 2009年5月　オープンβテスト　先行登録
- 2009年6月　オープンβテスト　開始予定

## アッピーオンラインの特徴
2DクォータービュースタイルのMMORPGで、比較的低スペックのPCでもプレイすることが出来、林檎のお化け「アッピー」をはじめ、キャラクターやNPCなど、可愛らしいグラフィックが特徴的である。
使い勝手の良いチャットシステムや充実したゲーム内ヘルプ等がユーザー間では好評であった。
他のネットゲームでは少ないが公式サイト内で違反項目ではなくマナーに関する注意を扱っていた。

## ゲームシステム

### サーバー
「朝焼け」「紅の氷」「月の雫」の3サーバーで構成されている。
正式サービス前は「朝焼け1」「朝焼け2」「紅の氷1」「紅の氷2」のように1ワールドにつき2サーバーで構成されていたが、巻き戻りを利用した不正を防ぐため、1ワールドにつき1サーバーの構成となった。

### チャット
ノーマル、1：1、ギルド、PT、シャウトの5種類がある。それぞれ色が設定されている。
それぞれON・OFF可能。
またチャット欄に入力することで実行可能な様々なコマンドがある。

#### 種類

##### ノーマルチャット
自分を中心とした一定のエリア内に発言することが出来る。
カラーは白。

##### 1：1
入力した相手に対してのみメッセージを送ることが出来る。
通常はささやきと呼ばれシャウトで募集する際はささよろ（ささやきよろしくの略）という風に使われる。
またチャット欄の名前をクリックすることで相手を選ぶことが出来るほか、上下で1：1の履歴から相手を選ぶことも出来る。
カラーは黄色。

##### ギルドチャット
ギルドメンバーすべてにメッセージを送ることが出来る。
カラーは緑。

##### PTチャット
PTメンバーにメッセージを送ることが出来る。
カラーは青。

##### シャウト
キャラが居る国全体に届くメッセージを送ることが出来る。
使用すると満腹度が減少し食べ物を食べることで回復することが出来る。
カラーは橙。（Lv100以上のキャラクターは紫）

#### コマンド
/コマンド名(半角スラッシュコマンド名)もしくは/コマンド名 名前(半角スラッシュコマンド名半角スペース名前)で実行できる。

### CRカウント
PKをしたり、差別用語を言ったりする事で増加するものでこれが2以上の時に検事に逮捕されると監獄へ送られてしまう。
モンスターを倒すか、監獄で時間がたつことにより減少する。
また、プレイヤーに攻撃をすると名前が赤字で表示されるようになりこの時に反撃をしPKをしてもCRカウントは増加しない。
また、監獄にはシャウトにて助けを求めるためだと思われる豆腐が販売されている。実際に韓国では刑務所から出所後、身を清めるため豆腐を食べるという風習がある。

### レベルアップ
レベルアップすると、ステータス上昇、ステータスポイント付与、職業成功率が上昇。
ステータスポイントはLv100未満の場合は+2point、Lv100～109の場合は+5point、Lv110以降は+10pointが付与される。
与えられたステータスポイントはプレイヤーが自由に割り振りすることができる。
また職業成功率はレベルの下1桁が「4」「7」「0」になった際に1%上昇する。

#### レベル1～15
試用期間としてLV15までは無料でプレイできる。ただし、シャウトすることはできない。また課金と市民登録をしなければLV15以上からLVは上がらない。

#### レベル40～
自分の愛称の編集ができる。

#### レベル100～
LV100を超えるとシャウトの色が橙色から紫色に変更される。

#### レベル110～
レベル110を超えると全サーバーおよび全国家にシャウトができるアナウンスができる。また特殊防具武器をフル装備すると、一定の確率で攻撃時にクリティカルヒットが発生する。

### ステータス
Lvが上がった時に割り振ることの出来るステータスポイントによってキャラクターの育成をするが、ステータスポイントを割り振ったこと自体による戦闘能力の変化は少なく装備を変える事により攻撃力、防御力が大きく変わるようになっている。
また、戦闘能力の変化は乏しいが、HP、MP、SPはしっかりと変化する。
武器や防具に細工をすることで各ステータスを大きく変化させることが出来る。

### 真輝の術書
特定のモンスターからドロップするアイテムで貼り付けることにより武器、防具の能力が底上げすることができる。
貼り付ける枚数が多くなるほど成功率が下がっていく。また3枚目まではほぼ成功する。
初期は細工（合成）の成功率が安定しなかったため細工（合成）した後に真輝の術書を貼るのが主流だったが、後に成功率が安定するようになった後は細工用アイテムにかかるお金もばかにならないため強化後に細工（合成）するのが主流になった。
主なドロップモンスターはトランプ系、神話モンスター系など
（初期は蜘蛛の女王、金の童からドロップしたが後に変更された）

### 神器の術書
アイテム付きチケットで手に入るアイテム。効果と失敗率は真輝の術書と同じだが失敗したときにアイテムは破損されない。

### 結婚・離婚システム
各クラスには性別が存在し、教会にて結婚もしくは離婚ができる。結婚していると名前の横に指輪のマークが表示される。
メリットとしては、あるコマンドを入力すると相手を瞬時に呼び寄せることができる。
β1の初期では同性でも結婚することが出来たが後に出来なくなった。しかし初期に結婚していた場合強制的に離婚させられはしなかったため出来なくなったあとも同性で結婚したままも人も居た。

### ギルド
所定の場所で100万ドニア払うことで作ることが出来るが、同じ名前のギルドを作ることは出来ない。
入ることが出来る人数は50人まで。またギルドマスターだけではあるがLv40未満のキャラに愛称をつけることが出来る。
ビットマップ形式で書いた12×12の画像を登録所にてアップロードすることで名前の横にギルドマークをつけることが出来る。
攻城戦で勝利したギルドは一日に一度だけ城にて税率を変更することが出来、その税収を国王を通してギルドマスターが引き出すことが出来る。設定できる税率は0%～50%まで。
闘技場で登録することによってギルド戦（ギルドVSギルドのPVP）をすることが出来る。

### その他のシステム

#### PVP(PK)
初期は町の中心部を除く全てのエリアでPKすることが出来たが、次第に縮小され最終的には城の周辺と闘技場内以外でのPVPが出来ないように制限された。

#### デスペナルティ
死亡時は経験値の5%を消失するが0%以下にはならない。

#### 経験値
初期は倒したプレイヤー（LAを取ったプレイヤー）にのみ経験値が入っていたが、のちに与えたダメージ/MAXHPの割合で一撃ごとに経験値が入るようになった。
レベル補正という物がありモンスターのLvとPCのLvが離れるほど得られる経験値が減る。これは二段階あり二段階目を超えると得られる経験値が1になる。
PTを組むと飛躍的に経験値効率が上がる。

#### 装備
装備品には全てに耐久度があり、ある程度減ると画面右上に茶色のマークが、更に減ると赤色のマークが表示され最終的には壊れてしまう。しかし、一部の物を除き武器・防具については鍛冶屋にて修理することで回復することが出来る。
通常の装備は全てのステータスにおいて必要値が定められているが属性武器と呼ばれる武器は必要値はLvだけである。

## キャラクター

### 戦士
剣と斧を使用し、対人・対モンスターで他のクラスよりも強いダメージを与えることができる。
そのためキングモンスターを比較的楽に倒したり、LA（ラストアタック）も取りやすい。
また、アメジストによる細工が盾と鎧の両方に出来るため魔法防御が高い。
一方で消費SPが高いことや、遠距離攻撃が一切出来ない点が欠点である。

#### 攻撃スキル

##### ウィークターゲット
弱点を目掛けて攻撃するスキル。

##### クロスソード
敵を十字に斬るスキル。モーションも短く、技の出も早いことから対人などでも重宝された。

##### メガクロス
敵を炎を纏った武器で十字に斬るスキル。クロスソードと比べて威力は高くなったが、モーションが長くなった。

##### エッジワールド
自らの残像で複数の敵を攻撃する範囲スキル。

#### 補助スキル

##### ディフェンサー
防御力強化スキル。しかし、実際に防御力は変わらない。回避率が上がると言われている。

##### マージン
精神統一を行い、命中率を強化するスキル。

##### ライフチェンジ
MPをHPに変換するスキル。

##### パワーチェンジ
HPをSPに変換するスキル。

#### 混合スキル

##### デビルズソウル
ディフェンダー・マージン・パワーチェンジで発動。敵から受けた物理ダメージをＳＰへと変換するスキル。

##### エンジェルガード
ディフェンダー・マージン・ライフチェンジで発動。自分の防御力をアップさせるスキル

##### ソニックウインド
ウィークターゲット・クロスソード・パワーブレイクで発動。敵に大ダメージを与えるスキル。
クローズドβ開始初期は公式サイトに遠距離攻撃と表記されていたが、実装されることは無かった。

##### ウインドボム
ウィークターゲット・クロスソード・メガクロスで発動。敵に大ダメージを与えるスキル。一撃の威力はアッピーオンライン中最強である。
クローズドβ開始初期は公式サイトに使用プレイヤーに隣接する敵を攻撃する範囲スキルと表記されていたが、実装されることは無かった。

### 探検家
弓と槍を使用し、近距離・遠距離ともにそこそこのダメージを与えることができる。
また、回復、補助系の魔法も使うことが出来る。
以前は「狩り効率が一番いい」とされていたが、魔法使いよりも強い魔法を使えるのはおかしい!と公式掲示板で問題となった。その結果、範囲魔法の威力は現状維持で消費MPが大幅に増加するということとなった。結局威力の修正は行われなかったが、この変更で公式掲示板は落ち着いた。しかしこの変更により、狩りにおいても対人においても非常に中途半端なクラスとなってしまった。

#### 攻撃スキル

##### ねらい目
敵一体を攻撃するスキル。通常は×3の状態で使われる。

##### ハイパワー
敵一体を攻撃するスキル。威力はねらい目以上。通常は×3の状態で使われる。

#### 補助スキル

##### 烈火
自分の攻撃力を上げるスキル。

#### 魔法

##### マジックガード
初期は魔導書がドロップしたが後にドロップしなくなった。

### 魔法使い
杖を使用して攻撃し、魔法のスペシャリストとして位置づけられている。
対人においての攻撃魔法は弱いものの、相手の動きを止める魔法「ララバイ」が非常に強力である。また2004年8月のEpisode2第1章バージョンアップ時に行われたマップ（ユージィンの軌跡・星降る戦場・未来世界の門）追加、さらにこのマップではモンスターが動かなくなるという不具合も重なり、狩り効率は異常なまでに向上した。

#### 攻撃魔法

##### マジックアロー
3つの魔力で矢で敵を攻撃する。魔法使いが最初に覚える魔法。

##### サンダースピア
敵の頭上から雷を落とす魔法。モーションが短いので中盤以後も使用されることもある。

##### エアーボム
敵へ向けて圧縮した空気で攻撃する魔法。習得直後は命中率も悪くサンダースピアに比べるとモーションが長いため、サンダースピアを継続して使用されるケースもある。

##### メテオアタック
敵の頭上から隕石を落として攻撃する魔法。エアーボムよりモーションも短く、範囲魔法実装前までは最強の魔法とされた。

##### ガイアランス
大地から槍を突き出す魔法使いの範囲魔法。ルーン実装以前は多用されたが、ルーン実装後は属性範囲魔法のほうが強く、入手しやすいなどの理由から次第に使われなくなっていった。

#### 水属性魔法

##### アイス
相手プレイヤーを動きを遅くする魔法。

##### ブリザード
氷を飛ばして敵を攻撃する魔法。

##### フリーズ
魔物を凍らせる魔法。初期はダメージを与えても効果が消えることは無かったが、攻撃を与えると効果が切れるよう変更された。

##### ブロウヘイル
敵の頭上から氷を落として攻撃する範囲魔法。範囲魔法中もっともモーションが短い。

##### スウィートリキッド
魔物の注意をそらす事ができる魔法。効果中は魔物から攻撃を受けることは無い。効果時間１分間。

#### 風属性魔法

##### ウルフウインド
大気で作られた狼が敵に向かって攻撃する魔法。

##### ヘルクラウド
雷雲を呼び敵を攻撃する範囲魔法。魔法アイコンが本来の物に戻されることは無かった。

##### ウインドミル
敵からの物理ダメージを減少させる魔法。ステータスの変化は無い。

##### ヘッドウィンド
受けた物理ダメージをMPへと変換する魔法。

#### 攻撃補助魔法

##### チャームオブデス
相手プレイヤーを魅了する魔法。効果中はHP･MP･SPが徐々に減少していく。サービス開始当初はチャームのいう名称だった。

##### ララバイ
相手プレイヤーを眠らせる魔法。一度攻撃すると効果は切れるが、重ね掛けにより効果を継続させることができる。効果中はチャットをすることもできない。β初期は街中でも使用することができた。

#### 回復魔法

##### キュア
聖なる雫で傷を癒す魔法。最大HPの10%回復する。

##### リキュア
聖なる光で傷を癒す魔法。最大HPの30%回復する。

##### リカバリー
聖なる光で傷や魔力を徐々に回復させる魔法。HP･MP･SPの回復量がアップする。ゲーム中ではキュアオールと誤表記されていた。

#### 補助魔法

##### フードメイク
食物を作り出す魔法。β期では羊の肉（魔）なども作り出すことができた。

##### マウスホール
鼠の抜け穴を呼び出す魔法。使用したマップの中心地や商店付近に移動することができる。

##### ライトアップ
頭上に光を灯し、夜間や洞窟内で視界を広げる魔法。
回線が細い場合、夜や洞窟内で魔法の効果が切れたときに回線が切れてしまうことがあったため、かけられるのを嫌がる人もいた。

##### ライフチェイン
生命力を高め、チャームオブデスを防止する魔法。サービス開始当初はポイズンガードという名称だった。

##### マジックガード
光の力で魔法防御力を一時的にアップさせる魔法。

##### エンジェルガード
天使の羽で身体を包み、防御力を一時的にアップさせる魔法。

##### クイックロード
瞬間移動する魔法。魔法を使用した場所に瞬間移動する。

##### アビリティア
愛の力で攻撃力と命中率を一時的にアップさせる魔法。但し、魔法攻撃力をアップさせることはできない。

##### バズサウンド
音の力で眠気を覚ます魔法。効果中はララバイを無効化することができる。

##### セイントブレス
聖なる吐息でチャームオブデスを無効化する魔法。

##### ディスペル
あらゆる魔法を無効化する魔法。エンジェルガード、マジックガード、バズサウンドなどを無効化する。

## 職業
医者、獣医、鍛冶屋、職人、細工師、錬金術師、検事、弁護士の8つがある。
一度職業を得てもアイテム『白紙の日記帳』を使うことにより転職することが出来る。

### 医者
病院にて、様々な病気を治療することができる

### 獣医
病院にて、死んでしまったペットを蘇生することができる。

### 鍛冶屋
鍛冶屋にて、武具の修理、合成を行うことができる。

#### 修理
武器・防具の耐久度を回復させる。
但し、変身アイテムや羽靴などの一部のアイテムは修理することができない。

#### 合成
合成は2段階ありミスリル、青の氷を1次合成、黄金ミスリル、紅の氷のことを二次合成といい、1次は装備を破壊することはないが2次は破壊する可能性がある。
また、+される能力値はミスリルは1～3、黄金ミスリルは4～6と細工と違い一定ではない（される値は最初から決まっている）
黄金ミスリル・ミスリル

攻撃力を上げることが出来る。

対象：剣、斧、槍、弓、杖
紅の氷・青の氷　

物理防御力を上げることが出来る。(細工の物と違い+されるのは％ではなく値が直接+される。)

対象：鎧、服

### 職人
鍛冶屋にて、武器、ミスリルの強化を行うことができる。

#### 強化
武器やミスリルを対象にして強化を行うことができる。
変化する段階は武器、防具がそのアイテムを中心に-5～+5のアイテムのどれかにランダムで変化する。但し、合成・細工・レア度などは全て初期化される。
また、失敗すると破壊することがある。
ミスリルを対象に強化を行うと、ミスリルの+値が変化する。
+1、+2のミスリルは強化することが出来るが+3ミスリルを対象にすると、「強化することができない」と表示され強化することが出来ない。
これを利用してミスリルの+値を+3にする行程をミスリルの鑑定と言う。

### 細工師
細工所にて装備にオーブなどの装飾品を細工することができる。

#### 細工
2種類に分かれており、～のオーブ、蜘蛛の糸は1次細工、それ以外の宝石は2次細工となる。
1次細工の場合は装備品が壊れることはないが2次細工の場合は装備品が壊れることがある。
細工に成功した場合×%分能力が上昇する。
同じ物ならば上昇する%は一定。
トパーズ、朱色のオーブ
最大SPを上げる事が出来る。
対象：兜、帽子
サファイア、水色のオーブ
最大MPを上げることが出来る。
対象：杖
ルビー、紅色のオーブ
最大HPを上げることが出来る
対象：剣、斧、槍、弓、杖
緑のオーブ
命中を上げる事が出来る。
対象：手袋
くもの糸
回避率を上げることが出来る
対象：靴
アメジスト、水晶のオーブ
魔法防御を上げる事が出来る。
対象：鎧、服、盾
ゴールドストーン、黄色のオーブ
物理防御を上げる事が出来る。
対象：鎧、服

### 錬金術師
細工所にて、オーブとアイテムを調合することにより、より効果の高い宝石を生み出すことができる。

### 検事
他のPCを調査、逮捕することが出来る。
大幅なPKエリアの縮小で需要が減少した。

#### 捜査
対象PCのCRカウントを調べることが出来る。

#### 逮捕
PKやNGワードなどでCRの付いたキャラクターを逮捕し、監獄へ送る。
本当はは捜査しCRカウントを確認した後に逮捕すると言うために調査があるが、相手にもコメントが表示されてしまうため余計ないざこざが起こってしまうのを避けるためいきなり逮捕するのを推奨された。
（逮捕実行時、CRカウントが付いていなかった場合は失敗し逮捕を実行したことが相手側にはわからないため）

### 弁護士
CRが付き、監獄へ送られてしまったプレイヤーを弁護することができる。
大幅なPKエリアの縮小で需要が減少した。

## マップ
運営開始当初はドルロレ国しか存在していなかったが、後にアヴィディタ国（クロノス支配下のため所属することは出来ない）、ティモーレ国、イデア国の順に実装されていった。ドルロレ国は戦士の町、ティモーレ国は魔法使いの町、イデア国は探険家の町とされており、町の特色にあったクラスの装備品が商店で多く販売されている。

### ドルロレ国
- 初心者修練場
- ナーレ村
- 竜の巣
- 魂の洞窟
- 孤独な狼の平原
- 狼の暗黒回廊
- 静寂の森
- 静寂の洞窟
- しじまの海域

### ティモーレ国
- 巨木の胎動
- 巨木の森
- 巨木の陰
- 死者の歌
- 忘却の川
- 忘却の微笑
- 最後の幸福
- 最後の森
- 最後の洞窟
- 最後の楽園

### イデア国
- 草原の息吹
- 草原の街道
- 草原の斜陽
- 闇の雄叫び
- 銀鈴の音
- 銀鈴の洞窟
- 漆黒の森
- 漆黒の洞窟
- 銀剣の雪原

### アヴィディタ国
- アヴィディタ
- 英雄の城
- 帝王の霊廟
- 追憶の星
- ユージィンの軌跡
- 星降る戦場
- 未来世界の門
- 裏切りの螺旋（反逆の階・束縛の階・復讐の階・怨嗟の階・虐殺の間）
- 狭間の孤島（イベントマップ）

## クエスト
一定のレベルになると物語に沿ったクエストを受けることができる。

### 宇宙の玉
ドルロレに墜落してしまった宇宙船を修理する為に宇宙人レミンに託されるクエスト。
魂の洞窟3Fに出現するボスモンスター・蜘蛛の女王がドロップする宇宙の玉をレミンに続けることによってクリアとなる。
報酬はステータスポイント+2

### ナット
ティモーレの風車小屋に住むピエロから託されるクエスト。死者の歌3Fに出現する金の童がドロップするナットをピエロに届けた後、妖精ディディモと会話することでクリアとなる。

報酬はステータスポイント+4

## 過去の出来事

### アイテムリセット
2003年10月16日（木）にドニア（ゲーム内通貨）・ペットを含むアイテムリセットを行った。
愛称の不具合を利用したアイテム複製のチート（DUPE）が2chなど各所掲示板に掲載され、更に方法が簡単だったために瞬く間のうちに蔓延、運営事務局はZESTTURN Entertainmentに不具合解消パッチの作成を依頼し、パッチの完成、配布とあわせてアイテムリセットを実施した。
アイテムリセットを行うと発表した際は、公式掲示板や2ちゃんねるに事務局へ対する批判が殺到した。

### オープンβからクローズドβテストへ
2003年12月1日、異例のオープンβテストから約1万人限定のクローズドβテストへ移行した。
運営事務局はこの件を「ユーザーからの意見を即座に反映できるようにするための決定」と発表している。
既存テスターは応募フォームからあらためて応募し、当選しなければクローズドβのプレイできなかった。2003年12月1日にバージョンアップが実施され、魔法使い用の魔法書「メガファイア」と「フロスト」が実装されたものの、「メガファイア」を使用するとサーバーとの接続が切れる、「フロスト」は全く使用できないという不具合が発生（「メガファイア」と「フロスト」の魔法効果が実装されていないにもかかわらず、運営事務局がドロップ設定を誤った可能性が高いと推測される。）。後日のメンテナンス時に習得した「メガファイア」と「フロスト」をリセット、及び魔法書の回収を行った。結局この２つの魔法書は、サービスが終了する2006年3月31日まで実装されることは無かった。

### アッピーオンライン正式サービスへ
2004年1月19日に「正式サービス開始の発表」が出された。正式サービス開始日は2004年2月16日。
月額980円で他社MMORPGに比べると若干安めの価格が設定されている。
また、3ヶ月1500円でプレイできる「リトルアッピーチケット」という18歳未満のプレイヤーを対象としたオプションや「おひるチケット」など、年齢やプレイスタイルに応じたチケットが選べるようになっていた。
正式サービス開始に伴いタワー（裏切りの螺旋）実装等のバージョンアップが実施されたが、非常に高値で取引されていた魔法使い用の範囲魔法書「ファイアウォール」がグリーンゴブリンからドロップするという運営事務局による設定のミスが発覚する。結果として正式サービス開始と共にレアアイテムの価値が暴落するという珍事となった。

### 月額支払い制とアイテム課金制の導入
2004年11月1日、「チケットぷらす」という新たなチケットメニューが追加された。
これはプレイチケットに加え、ゲーム内のアイテムを選んで購入できるというものである。プレイチケット1つに付きアイテムも1つしか購入できなかったため、通常のアイテム課金とは若干異なる。
チケットぷらすで購入できるアイテムは「神器の術書」、「性転換術書」、「属性の術書」、「転職の術書」、「未来を夢見る鏡」、モンスター変身アイテム。
中には時間チケットを利用してアイテムを大量に購入するプレイヤーも存在し、こうしたシステムは様々な議論をよんだ。

### アッピーオンラインサービス終了告知
中国・韓国のApplePie公式サイトが2005年春季～夏季中に閲覧できなくなり、またバージョンアップが極端に減ったことなどから、嘗てより日本でのサービスもまもなく終了するのではないかという噂が囁かれていたが、2005年10月27日、公式サイトにて正式に「アッピーオンライサービス終了決定のお知らせ」が告知された。
サービス終了の決断に至った理由は、2005年6月に開発会社であるZESTTURN Entertainmentが破綻したことで、バージョンアップや不具合修正など、システム保守が出来なくなったからであった。日本ではこの期間、経験値やアイテムドロップ率の上昇イベント、新モンスター「オブー」を実装することでサービス継続を目指してきたが、やむなくサービスを終了することとなった。

### アッピー移住計画
2006年2月20日（月）、同ゲームを運営するポータルサイト「ブロードゲーム」内の破天一剣へ、アッピーオンラインに登場する「アッピー」「ビッグアッピー」「ブロンズアッピー」「シルバーアッピー」「ゴールドアッピー」「ロビンアッピー」「キングアッピー」「オブー」の7種のモンスターを破天一剣内の2006年3月20日（月）に実装される新マップ「アッピー行星」へ移住させると発表した。
これら7種は日本運営側（SeedC）がオリジナルで開発したモンスターであることから、今回の移住が実現された。
この件は今までに前例がないということでオンラインゲーム情報サイトで取り上げられた。

### アッピーオンライン最後の12日間
2006年3月20日月曜日18時00分、2004年2月16日の正式サービス開始以降に一度でも課金をしたユーザーを対象に、サーバーの無料開放を行った。2005年10月27日のサービス終了発表以降は極端にプレイヤーが減ってしまった当ゲームであったが、サーバー無料開放が始まると街は久々に賑わいを見せた。この最後の12日間に各国への移動アイテム、裏切りの螺旋（タワー）移動アイテム、変身アイテムが大幅に追加された。しかし、この各国時間制限マップとタワーの移動書には使用すると「○○○（マップ名）へ移動中…」の画面でゲームがフリーズしてしまうという、最後の最後までアッピーオンライン事務局らしい不具合があった。また、期間中はハテナボックスイベント、経験値上昇イベント、ドロップ率上昇イベント、大パニックマップ実装、お餅イベント、アッピーオンライン卒業式、vsGMイベントが行われたり、ユーザー主催で50対50のギルド戦が開催されたサーバーもあり、ゲームは大きな盛り上がりを見せた。
サービス終了予定時刻の23時50分にはユーザーによる大量のシャウトがチャットを埋め尽くし、何故か事務局が経験値上昇率100倍イベントを発動するなど、結局は2006年4月1日0:08にサーバーが停止するまでお祭り騒ぎが行われた。

## 復活署名運動
アッピーオンラインのサービス復活を願うユーザーも多く、サービス終了から1年が経過した2007年3月頃にはmixiやたのみこむのシステムを利用した復活署名運動が活発に行われていた。こうした活動やSeedCの意向によって、2007年5月2日水曜日に「アッピーオンライン2(仮)」の開発決定告知が公式サイトおよびLieVo内の復活宣言WEBにて発表され、後のサービス開始へとつながった。